# DeTeWe
Die DeTeWe Communications GmbH (Abk. für „Deutsche Telephonwerke“) ging aus der von Robert Stock 1887 in Berlin gegründeten „Firma für Spulen, Fernhörer und Klingeln“ hervor.

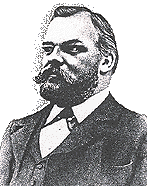
Robert Stock 1888

Aktie über 1000 RM der Deutschen Telephonwerke und Kabelindustrie AG vom März 1942

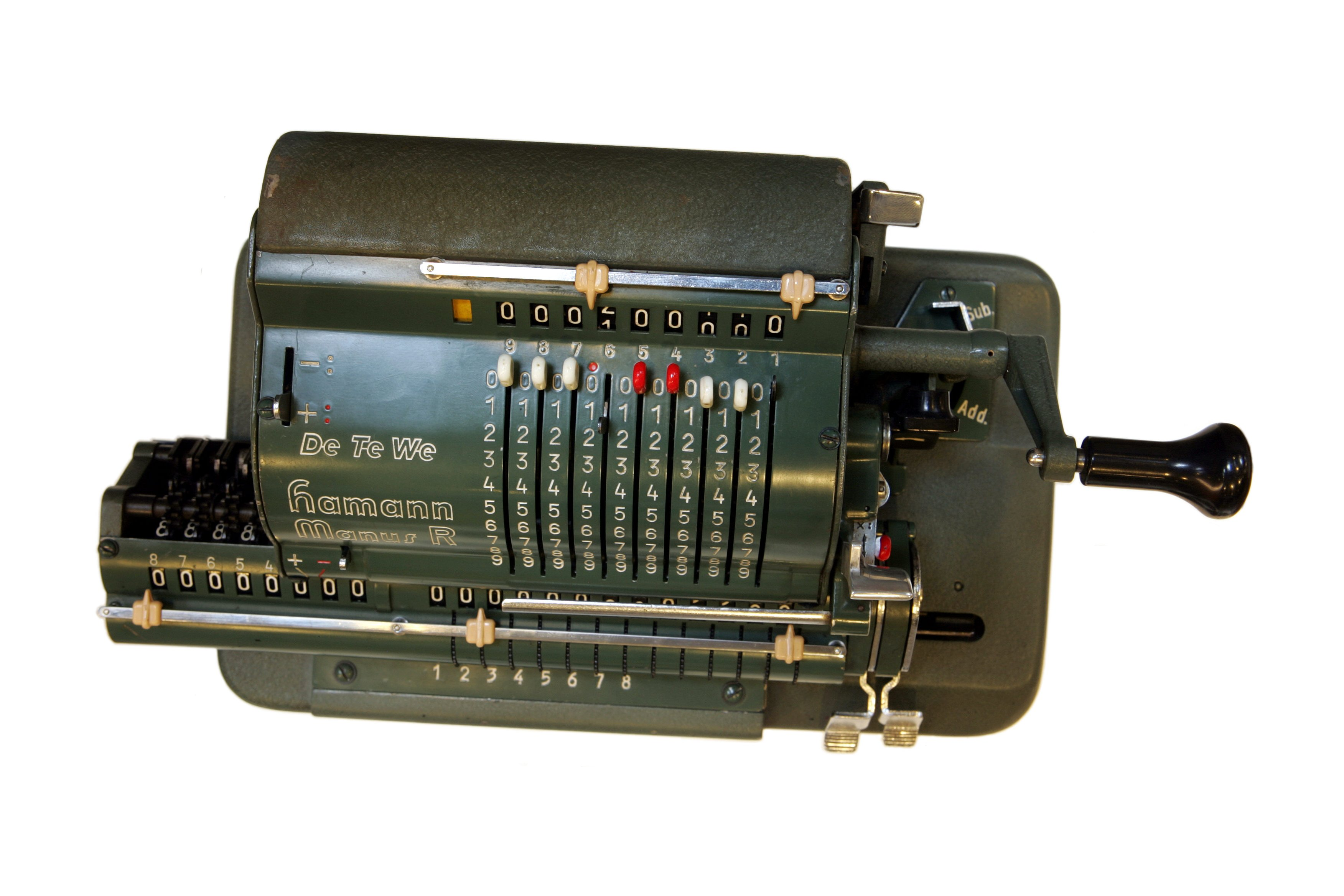
DeTeWe-Rechenmaschine 1953–1959

## Unternehmensgeschichte

### Gründung

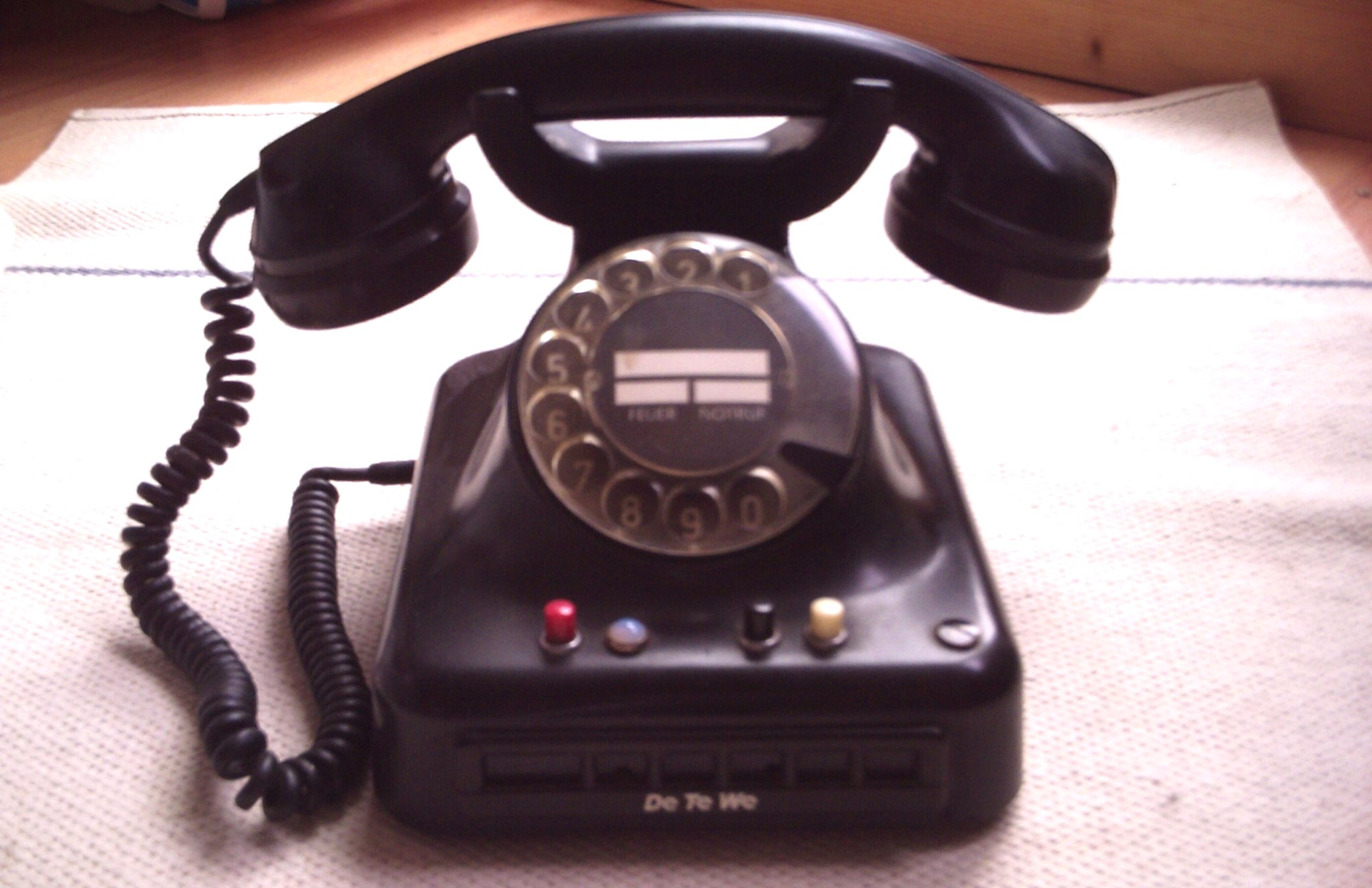
Tischapparat einer DeTeWe-Telefonanlage auf Basis des Fernsprechers W48, um 1960

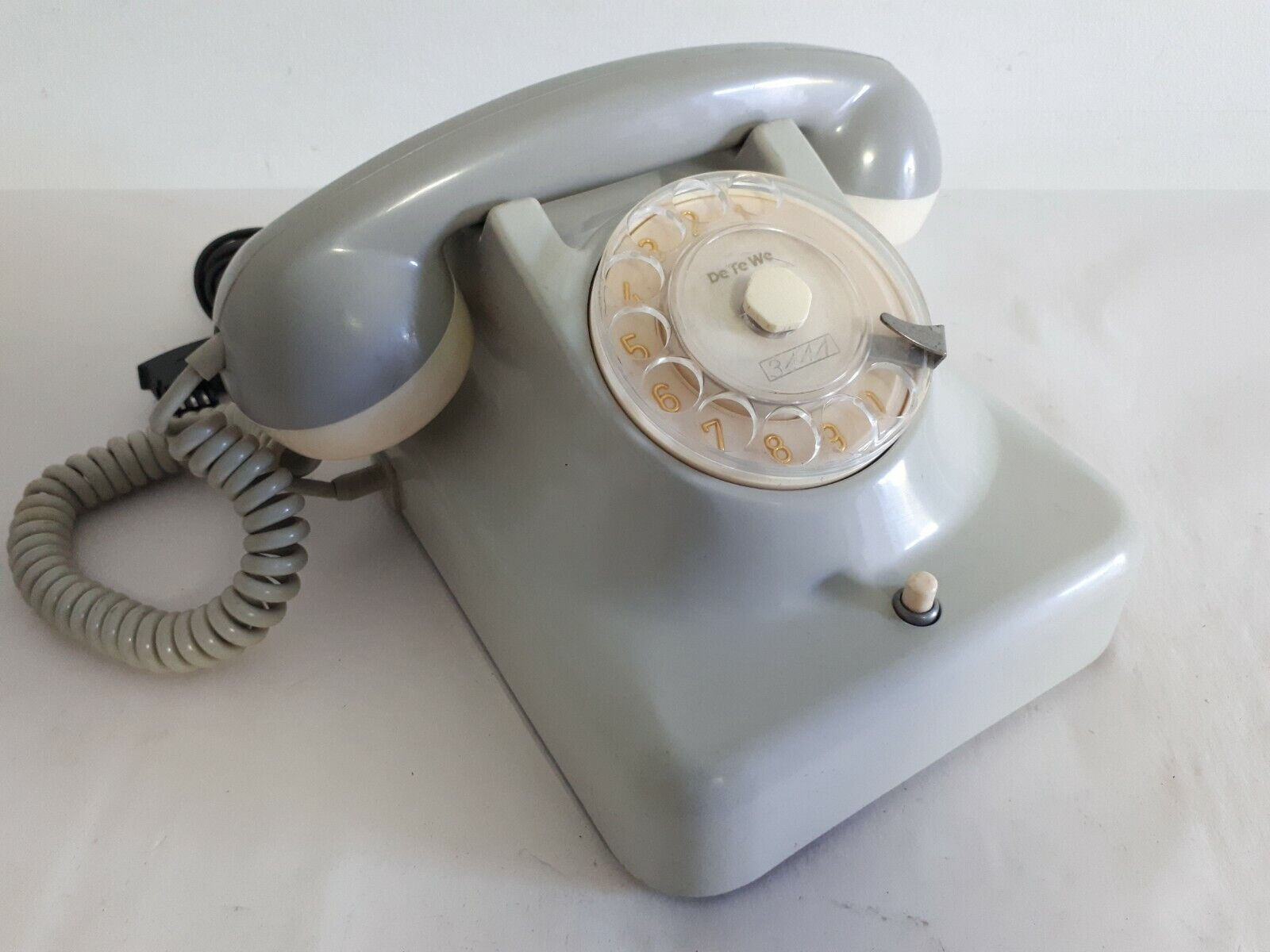
Nebenstellenapparat DeTeWe Te 60, Baujahr 1962

Am 11. Mai 1887 wurde das Vorgängerunternehmen, die „R. Stock, Telegraphenapparate“, gegründet. Der Unternehmenssitz ist seit 1894 unverändert in der Zeughofstraße in Berlin. Auf der Berliner Gewerbeausstellung 1896 stellte die Firma das erste „Telephon-Verbindungs-Amt“ der Welt vor, das sich in der Folgezeit in Deutschland flächendeckend als staatliches Fernmeldeamt verbreitete. 1899 wurde die Firma „Deutsche Telephonwerke R. Stock & Co. GmbH.“ gegründet und in das Handelsregister eingetragen. 1905 verschwand der Namenszusatz „R. Stock & Co.“.

### 20. Jahrhundert
Bis zum Ersten Weltkrieg wurden von DeTeWe europaweit über 130 Fernmelde- und Fernsprechämter eingerichtet.
1922 erfolgte die Gründung der „DeTeWe Deutsche Telephonwerke und Kabelindustrie AG“. Laut dem American Jewish Committee beschäftigte das Unternehmen während des Nationalsozialismus Zwangsarbeiter.
1945 nach Kriegsende: Demontagen, Enteignung des Kabelwerkes im Ostsektor von Berlin und weiterer in der Ostzone (SBZ) gelegenen Betriebe.
1946 nahm man die Fertigung wieder auf. Es erfolgten Lieferungen an die Post und Privatkundschaft. 1948 wurde die DeTeWe GmbH Schieder/Lippe für den Zusammenbau von Tischstationen und Wählnebenstellenanlagen gegründet, dieser Zweig bestand bis 1958.
1957 wurden die Vermittlungsstellen in den Fernmeldeämtern auf EMD-Technik umgerüstet.
1992 erwarb DeTeWe den VEB Funkwerk Köpenick. Ein Exemplar des markanten Logos, das in der Zeughofstraße an der Außenfassade hing, befindet sich heute im Buchstabenmuseum in Berlin. Der 2,40 m hohe Schriftzug besteht aus einem schwarzen Metallkorpus und einer blauen Acrylfront.

### Ab 2005
Am 1. Januar 2005 wurde DeTeWe als Holding strukturiert, mit den beiden Töchtern DeTeWe Communications GmbH, die den Direktvertrieb für Geschäftskunden in Deutschland realisiert und DeTeWe Systems GmbH (seit 2006 Aastra DeTeWe GmbH) mit den Bereichen Entwicklung, Herstellung, indirekter Vertrieb sowie Service innerhalb von Deutschland und Europa.
Am 14. Juli 2005 kaufte die kanadische Aastra Technologies Limited das gesamte operative Geschäft der DeTeWe mit den beiden Tochtergesellschaften DeTeWe Communications GmbH und DeTeWe Systems GmbH.
Am 22. Mai 2018 übernahm die Ostertag Holding GmbH die DeTeWe Communications GmbH. Diese heißt jetzt Ostertag DeTeWe GmbH.

### Standorte
Die DeTeWe Communications verfügt über 14 Vertriebs- und Service-Standorte innerhalb Deutschlands.
Für die Realisierung internationaler Projekte kann auf lokale Ressourcen auf jedem Kontinent zugegriffen werden.

## Produkte
DeTeWe Communications GmbH zählte nach eigenen Angaben zu den führenden ITK-Systemintegratoren Deutschlands. Zum Angebot gehörte auch das Management von Kommunikationsnetzwerken.